# Voigtshain
Voigtshain ist ein Ortsteil der Gemeinde Lossatal im Landkreis Leipzig in Sachsen. Der Ort liegt südlich von Thammenhain und nordwestlich von Falkenhain an der Kreisstraße K 8310. Durch den Ort fließt der Thammenhainer Bach, ein Nebenfluss des Lossabaches, der am südlichen Ortsrand fließt.

## Geschichte
Am 1. Januar 2012 wurde Voigtshain nach Lossatal eingemeindet. Vor der Eingemeindung nach Lossatal gehörte es seit dem 1. Januar 1973 zur Gemeinde Thammenhain.

## Kulturdenkmale
In der Liste der Kulturdenkmale in Lossatal sind für Voigtshain vier Kulturdenkmale aufgeführt.